# 開放網路基金會
開放網路基金會（英語：Open Networking Foundation，縮寫ONF）是一个非营利性的產業聯盟，成員包括德国电信、Facebook、Google、微軟、威訊通信和雅虎。其宗旨在於推動軟體定義網路（SDN）和规范OpenFlow协议与相关技术，以促進網際網路的進步。该标准制定和SDN促进组织将使计算机与网络之间的雲端運算模糊化。该计划旨在通过电信网络、无线网络、数据中心和其他网络领域中的简单软件更改来加速创新。
截至2013年12月31日，该组织有123个公司成员。截至2014年6月，开放网络基金会已发展到150多家公司成员，其中包括24家软件定义网络的初创公司。公司成员包括网络设备供应商、半导体公司、计算机公司、软件公司、电信服务运营商、超大规模数据中心运营商，以及企业用户。
在2016年，ONF宣布打算与开放网络实验室（ON.Lab）合并。所产生的实体将保留ONF名称，两个非营利组织的合并预计将在2017年完成。

## 外部連結
- 開放網路基金會官網 （页面存档备份，存于）